# 단 하나의 보스니아
단 하나의 보스니아(보스니아어: Jedna si jedina)는 보스니아 헤르체고비나가 1992년부터 1998년까지 사용한 국가이다. 디노 메를린이 보스니아 헤르체고비나의 민요인 플리바강 저 편에서(S one strane Plive)를 편곡한 노래를 사용했으며 가사 또한 디노 메를린이 작사했다. 현재는 인테르메초를 국가로 사용한다.

## 가사
1절
Zemljo tisućljetna
Na vjernost ti se kunem
Od mora do Save
Od Drine do Une
후렴
Jedna si jedina
moja domovina
Jedna si jedina
Bosna i Hercegovina
2절
Bog nek' te sačuva
Za pokoljenja nova
Zemljo mojih snova
Mojih pradjedova
3절
Teško onoj ruci
koja ti zaprijeti
Sinovi i kćeri
za te će umrijeti

## 한국어 해석
1절 해석
나의 오래된 고향이여,
나는 그대에게 충성을 바치네,
바다에서 사바까지
드리나에서 우나까지
후렴 해석
유일하고 하나뿐인
나의 조국이여,
유일하고 하나뿐인
보스니아 헤르체고비나여!
2절 해석
신께서 그대를 보호하시길,
수많은 세대를 넘어서,
그대는 나의 꿈의 땅이요,
나의 조상의 땅이네.
3절 해석
그대를 위협하는
손중에 있는 어려움들을,
그대의 아들과 딸들은,
그대를 위해 죽을것이네.